# ONE PIECE ボン! ボン! ジャーニー!!
『ONE PIECE ボン! ボン! ジャーニー!!』は、バンダイナムコエンターテインメント、アカツキゲームスの共同制作によってリリースされたiOS・Android用ゲームアプリ。基本プレイ無料でアイテム課金が存在する（F2P）。2020年3月17日にiOS版、Android版がリリースされた。
2022年4月6日をもってサービスを終了した。

## 概要
ジャンルは、RPGとパズルゲームを融合させたパズルRPG。プレイヤーキャラクターは持たず、RPG的な要素はボンボン（キャラクター）の収集と育成、原作ストーリーの追体験などである。プレイヤーは複数のボンボンで構成されるチームを編成しステージへ潜入、ボンボンを３つ以上揃えて消す事によって敵キャラクターを攻撃しステージクリアを目指す。プレイヤーが使用できるボンボンはガシャ、敵キャラクター撃破によるボーナスによって入手する事ができる。ゲーム自体は無料配信されているが、コンティニューやスタミナ回復、ガシャなどに必要な虹の真珠が有料なアイテム課金（無料配布も有り）となっている。

## ゲームシステム

### パズル
ステージによって形状が異なる枠内にあるボンボンを縦・横に３つ以上並ぶように揃えて消すことで、そのボンボンの攻撃で敵を倒す。ステージによって障害物が出現することもあり、隣接するボンボンを消すことで除去することができる。また、特定の条件を満たすことで、スペシャルピース（やじるしピース、ボムピース、レインボーピース）が出現する。これらはボンボンを消す上で強力な効果を発揮する。
ステージクリア条件：
残りターン数以内に、ステージごとに設定されたクリア条件を達成すること。
失敗条件：次のうち、いずれかを満たした場合。(1)クリア条件を達成する前に残りターン数が０になってしまった場合。(2)ボンボンを揃えることができなくなってしまった場合。(3)その他ステージごとに定められた失敗条件を満たした場合。
なお、失敗しても虹色の真珠を消費することでコンティニューすることができる。

### デコレー島
メインステージとは別に、プレイヤー自身が島をデコレーションし、保有するボンボンを遊ばせることができる。ボンボンにごはんをあげたり、なでたり、デコアイテムと呼ばれる遊具を置いて遊ばせたりして喜ばせることでアイテムやベリーを得ることができる。

## ガシャ
ボンボンは主にガシャで入手することができる。ガシャを引くためには、ストーリーを進めたり、ミッションをクリアしたり、運営からのプレゼントによって入手できる虹の真珠が必要となる。他に、ゲーム内で入手できるガシャチケットを用いて引くことができるガシャも存在する。基本的に、1回ガシャを引くためには虹の真珠が100個、10回ガシャには1000個必要となる。

## 受賞
APPLIONアワード（2020年3月度）受賞作品。